# Kulikowscy herbu Drogomir

Herb Kulikowskich

Kulikowscy herbu Drogomir (także Kulikowscy Szaciłowie, Szaciło-Kulikowscy) – ród średniozamożnej szlachty wywodzącej się z bojarstwa litewskiego i mającej swoje gniazdo rodowe w dobrach Kulikówka Szaciły (Kulikówka Szlachecka, Szaciły) w dzisiejszym województwie podlaskim.  
Pierwszym historycznie potwierdzonym przedstawicielem rodu jest Bohdan Szaciło - bojar żmudzki żyjący prawdopodobnie w latach 1492–1564, który 30 maja 1517 roku otrzymał od starosty knyszyńskiego i krajczego litewskiego Jana Radziwiłła nadanie 10 włók na prawie żołnierskim w parafii Dobrzyniewo Nadanie to zostało potwierdzone przez Zygmunta I Starego i konfirmowane przez Zygmunta Augusta w 1562 r. Marcin, Łukasz, Feliks, Mikołaj i Jakub, synowie Bohdana złożyli przysięgę na wierność Koronie po zawarciu Unii Lubelskiej w 1569 roku. Marcin Szaciło Kulikowski, syn Bohdana został uwzględniony w rejestrze poborowym województwa podlaskiego z 1580 roku, w którym płacił podatek z 13 włók szlacheckich (10 z Kulikówki Szacił, 2 z Dzianów oraz 1 z Chodorów), posiadał również w dzierżawie rocznej młyn.
Kulikowscy jako jeden z nielicznych polskich rodów szlacheckich pieczętowali się herbem Drogomir (inaczej: Borzym, Borzyma, Drogomier) należącym do grupy herbów nadanych przez Bolesława III Krzywoustego (1102–1138). Według Kaspra Niesieckiego, herb ten może pochodzić z Europy Zachodniej.
Członkowie rodu Kulikowskich do 1795 roku sprawowali urzędy ziemskie w województwach: sieradzkim, mazowieckim, podlaskim, bełskim, wołyńskim, kijowskim, czernichowskim, wileńskim, trockim i smoleńskim.

## Przedstawiciele rodu

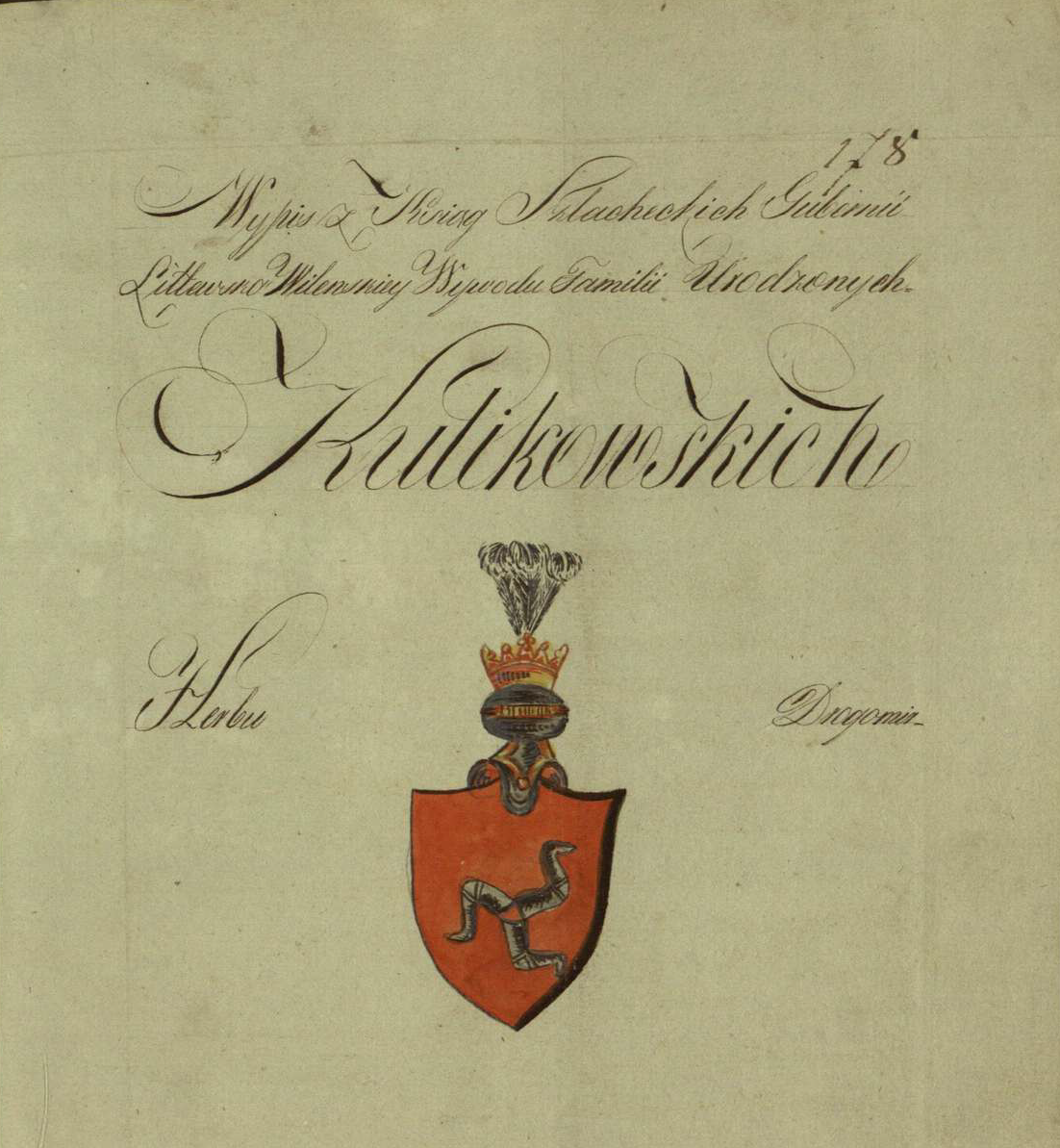
Fragment wywodu szlachectwa Kulikowskich z guberni wileńskiej przedstawiający ręcznie malowany herb Drogomir. Rok 1804

Kulikowscy (Szaciłowie) od XVI wieku aktywnie uczestniczyli w życiu politycznym i społecznym Polski. Wśród ich zasłużonych przedstawicieli warto wymienić:
- Jakub Kulikowski – kapitan wojska koronnego (1681)
- Baltazar Kulikowski – dworzanin, stolnik króla Jana III Sobieskiego (1691)
- Mateusz Kuligowski – protonotariusz apostolski, autor wierszowanych dzieł historycznych i heraldycznych (1682)[10]
- Kazimierz Kulikowski (ok. 1788–1863) – porucznik weteranów, oficer powstania listopadowego (1830–1831)
- Jan Szaciło-Kulikowski – archidiakon łucki (od 1846), sufragan żytomierski (od 1865), szambelan dworu Piusa IX (od 1868)
- Jan Kulikowski - kanonik łucki, wykładowca teologii i kapelan Liceum Krzemienieckiego w latach 1925–1931, późniejszy rektor seminarium żytomierskiego
- Kasylda Kulikowska (1841–1894) – działaczka oświaty dorosłych i ruchu kobiecego, tłumaczka
- Lucjan Kulikowski (1894–1939) – pilot, kapitan obserwator, uczestnik wojny polsko-bolszewickiej, odznaczony m.in. Srebrnym Krzyżem Orderu Wojennego Virtuti Militari nr 434, Krzyżem Walecznych i Polową Odznaką Obserwatora nr 58.
- Aleksander Nikanorowicz Kulikowski – generał major armii rosyjskiej (1851 – 1917)
- Mikołaj Aleksandrowicz Kulikowski – pułkownik armii carskiej, mąż Wielkiej Księżnej Olgi Aleksandrownej, córki cara Aleksandra III i siostry Mikołaja II

Według heraldyka Seweryna Uruskiego, herbu Drogomir używała również linia mołdawska Kulikowskich pochodząca od pułkownika wojsk kozackich Prokopa Kulikowskiego, który był przodkiem pułkownika Mikołaja Aleksandrowicza Kulikowskiego (1881–1958) będącego mężem Olgi – siostry ostatniego cara, Mikołaja II.